# 투베르쿨린
투베르쿨린(독일어: Tuberkulin, 영어: tuberculin)은 Koch에 의해 발견된 항산성균인 결핵균에 의한 이환여부를 판정하기 위한 피부 검사에 쓰이는 항원이다. 그 종류는 결핵균의 추출물로부터 만든 것과 결핵균 자체로부터 만든 것이 있다. 전자가 바로 결핵균의 배양물을 가열살균하여 죽은 결핵균을 여과과정을 통하여 버리고 그 여과물을 10%의 부피로 농축시켜서 만든 Koch의 PPD이며, 후자는 성장한 결핵균의 배양물을 적당한 방법으로 살균처리한 것을 중성황산암모니움 등으로 침전시키고 추출한 순수단백질로서의 PPD이고, 1952년 WHO에서 책정하여 현재까지도 국제표준투베르쿨린으로 자리를 잡은 것은 미국에서 사용되기 시작하여 보편화된 후자다. 학계에서는 Koch의 PPD를 OT(Old Tuberculin)라고 하여 표준적 PPD(Purified Protein Derivate)와는 구분을 하고 있다.
소독된 피부내에 결핵균 배양여액의 1000배 희석액 0.1cc를 주사하여 통상 48시간 경과한 후부터 72시간 경과한 범위내 반응을 확인한다.
WHO 국제표준으로서는
1. 보통 직경이 4mm이하 피부융기 음성 -
2. 5~9mm정도로는 의양성 士
3. 10mm이상은 약양성 +
4. 10mm이상으로서 경결 중등양성 ++
5. 10mm이상으로서 경결 및 이중발적 수포 괴사 강양성 +++

상기의 기준으로 판정한다.
결핵증은 투베르쿨린 반응, X선 검사 및 객담 검사 3가지를 종합하여 양성으로 판정되면 양성으로 확진된다.

## 검사

### 검사방법[2]
1. 팔의 안쪽 부분의 피내에 정제 투베르쿨린(PPD)을 주사로 맞는다.
2. 주사를 맞은 후 48~72시간 후에 주사 부위를 관찰한다. 결절이 붉게 변한 크기를 측정하는 것이 아니라 부풀어 오른 크기를 측정한다.

### 검사결과
- 투베르쿨린을 주사한 후 부풀어 오른 가로 길이가 10mm 이상이면 검사 반응이 양성임을 의미한다.[2]
- 양성인 경우는 다음의 세 가지 경우가 있을 수 있다.[4]
  1. 대부분의 양성 반응을 보이는 사람은 이전에 결핵균에 감염된 적이 있다. 일부에서 현재 활동성 결핵감염이 있을 수 있다.
  2. 일부 사람들은 결핵균은 아니지만 결핵균과 유사한 다른 세균(비결핵항산균)에 노출된 사람들이다.
  3. 일부 사람들은 결핵 예방주사(BCG)를 맞았던 사람들이다.

主 ) WHO 세계보건기구 국제표준 참조.

## 같이 보기
- 망투 검사 (Mantoux test)
- 로베르트 코흐